# 紅海短革單棘魨
紅海短革單棘魨為輻鰭魚綱魨形目鱗魨亞目單棘魨科的其中一種，分布於西印度洋紅海海域，棲息在礁石區，生活習性不明。

## 扩展阅读
維基物種上的相關：紅海短革單棘魨